# Montcuq-en-Quercy-Blanc
Montcuq-en-Quercy-Blanc es una comuna nueva francesa situada en el departamento de Lot, de la región de Occitania.

## Historia
Fue creada el 1 de enero de 2016, en aplicación de una resolución del prefecto de Lot de 22 de octubre de 2015 con la unión de las comunas de Belmontet, Lebreil, Montcuq, Sainte-Croix y Valprionde, pasando a estar el ayuntamiento en la antigua comuna de Montcuq.

## Demografía
| Gráfica de evolución demográfica de Montcucq-en-Quercy-Blanc entre 1800 y 2013 |
|                                                                                |

Los datos entre 1800 y 2013 son el resultado de sumar los parciales de las cinco comunas que forman la nueva comuna de Montcuq-en-Quercy-Blanc, cuyos datos se han cogido de 1800 a 1999, para las comunas de Belmontet, Lebreil, Montcuq, Sainte-Croix y Valprionde de la página francesa EHESS/Cassini. Los demás datos se han cogido de la página del INSEE.

## Composición
| Comuna delegada | Código INSEE | Población (2013) | Superficie (km²) | Densidad (hab./km²) |
| --------------- | ------------ | ---------------- | ---------------- | ------------------- |
| Belmontet       | 46025        | 149              | 12.12            | 12                  |
| Lebreil         | 46166        | 178              | 10.20            | 17                  |
| Montcuq         | 46201        | 1241             | 32.22            | 39                  |
| Sainte-Croix    | 46261        | 70               | 7.77             | 9                   |
| Valprionde      | 46326        | 116              | 15.92            | 7                   |